# Chinapotamon xingrenense
Chinapotamon xingrenense е вид десетоного от семейство Potamidae.

## Разпространение и местообитание
Този вид е разпространен в Китай (Гуейджоу).
Обитава сладководни басейни, реки и потоци.